# Igrane
Igrane su mjesto u Splitsko-dalmatinskoj županiji, na Makarskom primorju u općini Podgora.
Nizovi starih obnovljenih kuća na strmom obronku, s novoizgrađenim čine skladnu cjelinu naselja s 400 stanovnika koje se spušta prema moru, luci i dugoj šljunčanoj i pješčanoj plaži. Iznad mjesta diže se vitki zvonik crkve Gospe od Ružarija, koji kao da bdije nad naseljem. U blizini je i Zalina kula podignuta za vrijeme Kandijskog rata, koja podsjeća na vrijeme borbe protiv Turaka u kojima se isticao Zale Antičić po kojemu je kula i dobila ime.
Igrane su danas poznato turističko mjesto s brojnim hotelima, kućama za odmor i apartmanima, prekrasnom plažom, te sportskim i zabavnim priredbama. Uzduž duge plaže prema Živogošću uza šetnicu, izgrađene su komforne kuće i vile, kafići, trgovine i restorani. Igrane, nekad tradicionalni centar maslinarstva ni danas nisu zapustili svoje maslinike već ih obnavljaju, a zajedničkim snagama izgrađen je najsuvremeniji pogon za preradu maslina.
Iznad Igrana, u prastarim maslinicima nalazi se crkvica Sv. Mihovila iz 11. stoljeća, najznačajniji srednjovjekovni spomenik na Makarskom primorju. U blizini lučice, 1760. godine izgrađen je barokni ljetnikovac Šimić-Ivanišević. Sarkofazi pronađeni na groblju svjedoče o postojanju naselja i u rimsko doba, a ime Igrane se prvi put spominje 1466.
Iznad Igrana, preko Biokova sa sjeverne strane staro je naselje Gornje Igrane, planinsko selo od nekoliko zaselaka, iz kojeg su se stanovnici postupno preseljavali k moru gdje su imali svoju zemlju, vinograde i maslinike. Nekad skoro nepristupačno, rijetko naseljeno, danas kroz te zaselke prolazi moderna cesta D512 od Vrgorca do Makarske.

## Stanovništvo
| broj stanovnika | 529   | 651   | 607   | 711   | 627   | 674   | 790   | 533   | 444   | 416   | 390   | 337   | 313   | 427   | 480   | 399   | 347   |
|                 | 1857. | 1869. | 1880. | 1890. | 1900. | 1910. | 1921. | 1931. | 1948. | 1953. | 1961. | 1971. | 1981. | 1991. | 2001. | 2011. | 2021. |

## Poznate osobe
- Tomislav Grgo Antičić, književnik

## Znamenitosti
- Crkva sv. Mihovila, zaštićeno kulturno dobro
- Zalina kula, zaštićeno kulturno dobro
- Ljetnikovac Šimić Morović, zaštićeno kulturno dobro

## Šport
U Igranama djeluje vaterpolski klub "Zale".

## Vanjske poveznice
- Turistička zajednica Igrane[neaktivna poveznica]